# Jugoslávie na Hopmanově poháru
Jugoslávie startovala na Hopmanově poháru tři sezóny po sobě, v letech 1989 až 1991. V roce 1991 se Jugoslávie stala vítězem Hopmanova poháru

## Tenisté
Tabulka uvádí seznam tenistů Jugoslávie, kteří reprezentovali stát na Hopmanově poháru.
| Jméno                | Celkem V-P | Dvouhra V-P | Čtyřhra V-P | Poprvé | Počet startů |
| Sabrina Goleš        | 0–2        | 0–1         | 0–1         | 1990   | 1            |
| Goran Prpić          | 6–2        | 2–2         | 4–0         | 1991   | 1            |
| Monika Selešová      | 8–0        | 4–0         | 4–0         | 1991   | 1            |
| Karmen Skulj         | 0–2        | 0–1         | 0–1         | 1989   | 1            |
| Slobodan Živojinović | 0–4        | 0–2         | 0–2         | 1989   | 2            |

## Výsledky
| Rok  | Fáze soutěže | Místo konání         | Soupeř        | Výsledek | Stav   |
| ---- | ------------ | -------------------- | ------------- | -------- | ------ |
| 1989 | První kolo   | Burswood Dome, Perth | Švédsko       | 0–3      | Prohra |
| 1990 | První kolo   | Burswood Dome, Perth | Austrálie     | 0–3      | Prohra |
| 1991 | První kolo   | Burswood Dome, Perth | Itálie        | 3–0      | Výhra  |
| 1991 | Čtvrtfinále  | Burswood Dome, Perth | Sovětský svaz | 2–1      | Výhra  |
| 1991 | Semifinále   | Burswood Dome, Perth | Francie       | 2–1      | Výhra  |
| 1991 | Finále       | Burswood Dome, Perth | Spojené státy | 3–0      | Výhra  |